# Kang Ryong-woon
Kang Ryong-woon (ur. 25 kwietnia 1942) – północnokoreański piłkarz występujący na pozycji pomocnika. Uczestnik Mistrzostw Świata 1966.

## Kariera klubowa
Podczas angielskiego Mundialu Kang reprezentował barwy klubu Rodongja Pjongjang.

## Kariera reprezentacyjna
Kang Ryong-woon występował w reprezentacji Korei Północnej w latach sześćdziesiątych. W 1965 roku uczestniczył w zwycięskich meczach eliminacji Mistrzostw Świata 1966 z Australią. Rok później pojechał na finały Mistrzostw Świata, na których wystąpił tylko w pierwszym spotkaniu z ZSRR.